# Il male oscuro (film)
Il male oscuro è un film italiano del 1990 diretto da Mario Monicelli e tratto dall'omonimo romanzo di Giuseppe Berto.

## Trama
Giuseppe Marchi è uno sceneggiatore frustrato senza successo, che tenta invano di sbarcare il lunario divenendo un romanziere. Sposato, con una figlia, soffre però di nevrosi psichiche, che lo portano a comportarsi come un malato immaginario; si fa quindi aiutare da uno psicanalista, per scoprire il male oscuro che lo attanaglia.

## Riconoscimenti
- 1990 - David di Donatello
  - Miglior regista a Mario Monicelli
  - candidato per il Miglior film
  - candidato per la Migliore sceneggiatura a Suso Cecchi D'Amico e Tonino Guerra
  - candidato per il Migliore attore protagonista a Giancarlo Giannini
  - candidato per la Migliore attrice non protagonista a Stefania Sandrelli
  - candidato per il Migliore attore non protagonista a Vittorio Caprioli
  - candidato per la Migliore scenografia a Franco Velchi
- 1991 - Nastro d'argento
  - Migliore sceneggiatura a Suso Cecchi D'Amico e Tonino Guerra
  - Migliore colonna sonora a Nicola Piovani
  - candidato per il Miglior produttore a Giovanni Di Clemente
  - candidato per il Migliore attore protagonista a Giancarlo Giannini
- 1990 - Globo d'oro
  - candidato per il Miglior film a Mario Monicelli